# 景観イメージ
景観イメージ（けいかんイメージ）とは、実際に目にしている景観ではなく、過去の体験や映像や文章を通して対象について思い描く景観。「イメージ景観」ともいう。これはその人独自の景観観をつくり、実際の景観の受容や評価に大きな影響を与える。
また、景観カテゴリーという景観上の特徴によって大分される景観の種類があり、一般には商業地区景観、住宅地景観、農村景観などがある。
町並み景観ならば、都市部ならば街路景観にきわめて近いが、町並み観は町並みをつくっている建物のあり方により比重をおく。建物の連続性、ファサードの統一感、屋根形態と材料、建物と道路の関係などが重要な要素となるとされる。
自然景観ならば、構成要素の多くが山．川．森、樹木草花などの自然物からなる地域や場所の景観である。
湖沼景観ならば四方を陸地で囲まれ、海とは切り離されて静止している水面が湖沼の特徴である。水面にうつる倒立した地上風景が湖沼景観を独特なものにしているが、閉鎖水域なので汚染等の影響を受けやすい。
島嶼景観といった、島々が作り出す独特な景観で、海上から眺める場合と陸地上の高地から眺める景観とがあるが、後者はより多くの人が体験できることから松島の場合など、名所になることが多い。
さらに、内部景観といって、景観は通常ものの概観を言うが、内部空間を景観として捕らえる立場も登場している。アトリウムをはじめとして大型の複合施設や美術館などが増えてきたことによる。なお、近年事業化に際し景観影響評価を求められる。これは「景観アセスメント」ともいい、環境アセスメントと同様に、景観を変化させる事業等を行う場合、事前に調査、予測、評価をして、その影響の大きさと可否を判断することをいう。